# 蒲生南町
蒲生南町（がもうみなみちょう）は、埼玉県越谷市の町名。現行行政地名は蒲生南町のみ。丁番を持たない単独町名である。住居表示実施地区。郵便番号は343-0833。

## 地理
埼玉県の東部地域で、越谷市の南部に位置し、草加市八幡町と接する。南側を古綾瀬川が屈曲を繰り返しながら流れる。一部に農地も残るが主に住宅地として利用されている。市内初の土地区画整理事業、南部地区土地区画整理事業により整備された。北側部分は住居表示の際、南町となっている。

## 歴史
- 1967年（昭和42年）11月1日 - 大字蒲生の一部から蒲生南町が成立[5][6]。
- 1972年（昭和47年） - 南部地区土地区画整理事業開始。
- 1982年（昭和57年）2月3日 - 土地区画整理事業完了に伴い、蒲生南町の一部が南町に地名変更[7]、残りの部分においても換地処分が行われた。

## 世帯数と人口
2018年（平成30年）3月1日現在の世帯数と人口は以下の通りである。
| 町丁     | 世帯数  | 人口    |
| -------- | ------- | ------- |
| 蒲生南町 | 781世帯 | 1,783人 |

## 小・中学校の学区
市立小・中学校に通う場合、学区（校区）は以下の通りとなる。
| 番地 | 小学校               | 中学校           |
| ---- | -------------------- | ---------------- |
| 全域 | 越谷市立蒲生南小学校 | 越谷市立南中学校 |

## 交通

### 道路
- 埼玉県道115号越谷八潮線（草加産業道路）
- さんがさくら通り[9]

## 施設
- 蒲生南町会館
- 南部第二公園